# Hedgpeth Heights
Die Hedgpeth Heights sind ein größtenteils verschneiter Gebirgszug im ostantarktischen Viktorialand. Mit einer Länge von 22,5 km und Gipfeln von bis zu 1300 m Höhe liegen sie 3 km südwestlich der Quam Heights in den Anare Mountains.
Der United States Geological Survey kartierte sie anhand eigener Vermessungen und mithilfe von Luftaufnahmen der United States Navy zwischen 1960 und 1963. Das Advisory Committee on Antarctic Names benannte sie 1970 nach dem US-amerikanischen Meeresbiologen Joel Walker Hedgpeth (1911–2006), der für das United States Antarctic Research Program von 1967 bis 1968 auf der McMurdo-Station und von 1968 bis 1969 auf der Palmer-Station tätig war.